# Guerra di confine Etiopia-Somalia del 1964
La guerra di confine Etiopia-Somalia del 1964, nota anche come prima guerra dell'Ogaden, fu un conflitto intercorso tra il gennaio e l'aprile 1964 e che vide contrapposte la neonata Repubblica Somala, indipendente dal 1960, e l'Impero d'Etiopia.
Il conflitto si originò dallo scoppio, nel 1963, di una vasta rivolta separatista anti-etiope nella regione dell'Ogaden, abitata prevalentemente da somali che ambivano al ricongiungimento con la Somalia indipendente. La feroce repressione della rivolta intrapresa dalle truppe imperiali etiopi causò un rapido declino delle relazioni tra Etiopia e Somalia, portando ad alcuni sporadici incidenti di frontiera già alla fine del 1963 degenerati poi in una guerra aperta nel gennaio 1964. Mentre entrambi i governi proclamavano lo stato di emergenza l'8 febbraio 1964, le rispettive forze armate si affrontavano in una serie di duri combattimenti lungo il confine, in particolare nella regione dello Haud, impiegando anche aerei da combattimento e armamenti pesanti.
Dopo vari tentativi di cessate il fuoco promossi dall'Organizzazione dell'unità africana, il 30 marzo i due belligeranti raggiunsero un accordo di tregua grazie alla mediazione del Sudan, accordo che portò a una completa cessazione delle ostilità e ripristino dello status quo ante bellum il 2 aprile seguente. In virtù dell'accordo tra Etiopia e Somalia le rispettive forze militari furono ritirate dalle zone di confine, ma i tentativi di raggiungere una pace duratura andarono a vuoto e, tredici anni più tardi, i due Stati sarebbero tornati ad affrontarsi nuovamente in una guerra su vasta scala, la guerra dell'Ogaden.

## Antefatti

### La questione dell'Ogaden

Carta dell'Etiopia orientale, con in evidenza la regione dell'Ogaden

Dopo la conclusione della seconda guerra mondiale, i leader somali della regione dell'Ogaden in Etiopia avanzarono ripetutamente richieste di autodeterminazione, che vennero però ignorate sia dall’Etiopia che dalle Nazioni Unite.
Dopo l'indipendenza e l'unificazione tra la Somalia britannica e l'Amministrazione fiduciaria della Somalia il 1º luglio 1960, uno degli obiettivi principali della neonata Repubblica Somala divenne l'unificazione di tutti i territori abitati da somali e la creazione della cosiddetta "Grande Somalia", che includeva la regione dell'Ogaden. Dopo la fondazione della Somalia indipendente, il governo etiope, intuendo l'incombente minaccia somala, inviò nell'agosto 1960 truppe per istituire basi militari nell'Ogaden, sfollando e uccidendo centinaia di somali che costituivano la maggioranza etnica del territorio. Sebbene le truppe di Addis Abeba (che rappresentavano di fatto l'unica presenza etiope significativa nella regione) non fossero ben accolte dalla popolazione, sarebbero passati altri due anni prima che la ribellione su vasta scala iniziasse nella regione. In questo periodo il governo etiope pose fine ai diritti di pascolo per molti nomadi somali, aggravando notevolmente le ostilità; dopo una serie di attacchi contro i nomadi che provocarono azioni di autodifesa da parte della popolazione locale, iniziarono a scoppiare scontri tra le forze armate etiopi e somale, scontri che sarebbero progressivamente culminati nella guerra del 1964.
Nell'aprile del 1961, circa 100 rifugiati somali fuggirono ad Hargeisa da Degehabur nella regione dell'Ogaden, segnalando che l'esercito etiope aveva circondato la città e mitragliato i suoi residenti causando la morte di oltre 150 somali; si ritiene che questo atto fosse stato una rappresaglia a una petizione dei leader somali locali che chiedevano l'autodeterminazione. Nello stesso anno il ministro della difesa somalo Ali Ismail Yacqub autorizzò incursioni in territorio etiope, prendendo di mira e distruggendo diverse basi etiopi vicino al confine; questi scontri portarono a un totale di circa 100 vittime da ambo le parti. Tale situazione instabile venne esacerbata quando i commissari distrettuali somali nell'Ogaden vennero sostituiti da funzionari etiopi, intensificando le preoccupazioni su una potenziale "etiopizzazione" della popolazione somala della zona. Nel 1963 il governo somalo avrebbe fornito aiuti ai ribelli anti-etiopi nel corso della rivolta di Bale, scoppiata nella Provincia di Bale e che vide contrapposte le locali popolazioni somale e oromo alle truppe dell'Impero etiope.

### La rivolta somala del 1963

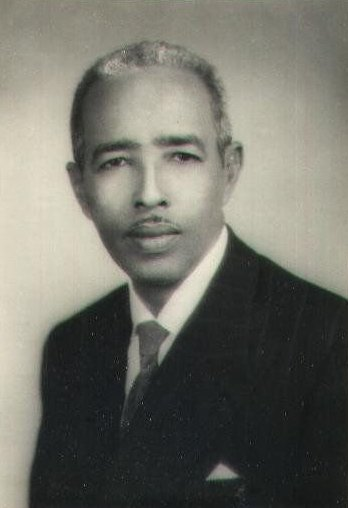
Aden Abdulla Osman, primo presidente della Somalia indipendente

Il 16 giugno 1963, il governo etiope iniziò per la prima volta a tentare di riscuotere le tasse nella regione dell'Ogaden, irritando notevolmente una popolazione somala già scontenta, abituata a vivere senza tasse da secoli. A Hodayo, un luogo di villeggiatura a nord di Uardere, 300 uomini scelsero un ex funzionario pubblico di nome Mukhtal Dahir per guidare un'insurrezione contro gli etiopi, denominando il loro movimento "Nasrallah" o "Fronte di liberazione dell'Ogaden"; tale organizzazione avrebbe costituito la base del futuro Fronte di liberazione della Somalia occidentale. Alcuni dei gruppi guerriglieri somali dell'Ogaden erano equipaggiati dal governo somalo, sebbene Dahir avrebbe in seguito affermato che l'unico supporto sostanziale che aveva ricevuto dalla Somalia aveva riguardato la cura dei feriti e l'accoglienza dei rifugiati.
Per diversi mesi l'insurrezione somala combatté contro l'esercito etiope, aumentando da appena 300 a circa 3000-12000 insorti (le stime variano notevolmente) e formando alla fine un "governo di liberazione". Molti somali dell'Ogaden, in origine neutrali nella contesa, si schierarono con i ribelli dopo la perdita di parenti, mandrie e case nelle incursioni di rappresaglia etiopi sui loro villaggi di confine. Al suo apice, le forze combinate degli insorti controllavano quasi il 70% della regione dell'Ogaden; principalmente, le loro operazioni furono condotte nelle province di pianura di Hararghe e Bale in Etiopia.
Il sorprendente successo iniziale delle insurrezioni somale è attribuito al vantaggio territoriale offerto dall'Ogaden, ideale per le tradizionali tattiche di guerriglia mordi e fuggi e che poneva le truppe meccanizzate in una posizione di grande svantaggio. Gli insorti affinarono le loro abilità nel tendere imboscate ai convogli militari, portando l'Esercito etiope a limitare le sue operazioni ai centri amministrativi della regione; questi centri furono fortificati e protetti da pattuglie motorizzate, che furono ripetutamente attaccate dai ribelli che cercavano di ottenere armi. La prestazione mediocre offerta dall'Esercito etiope contro gli insorti rafforzò la fiducia di questi ultimi, incoraggiandoli a espandere le loro attività; tuttavia, le loro tattiche mordi e fuggi alla fine si rivelarono insufficienti per indebolire il controllo strategico dell'Impero etiope sull'Ogaden.
Il governo di Addis Abeba sostenne che il conflitto era il risultato delle azioni di banditi armati arrivati da oltre confine dalla Somalia, per molestare l'Etiopia e costringerla a cedere una larga fetta del territorio etiope. Il governo somalo negò ripetutamente di aver ispirato o fomentato i disordini in Ogaden e, nonostante le accuse del governo etiope, era ampiamente riconosciuto che l'esecutivo di Mogadiscio non poteva affermare alcun controllo reale sugli insorti dell'Ogaden: i ribelli stessi avevano chiarito di non essere disposti a prendere ordini da Mogadiscio, nonostante ne desiderassero il riconoscimento. Un rapporto della CIA presentato al presidente degli Stati Uniti Lyndon B. Johnson concluse che «le autorità somale non mostrano alcuna capacità di controllare le tribù somale le cui incursioni in Ogaden fanno infuriare gli etiopi».

### La repressione della rivolta e i primi scontri al confine

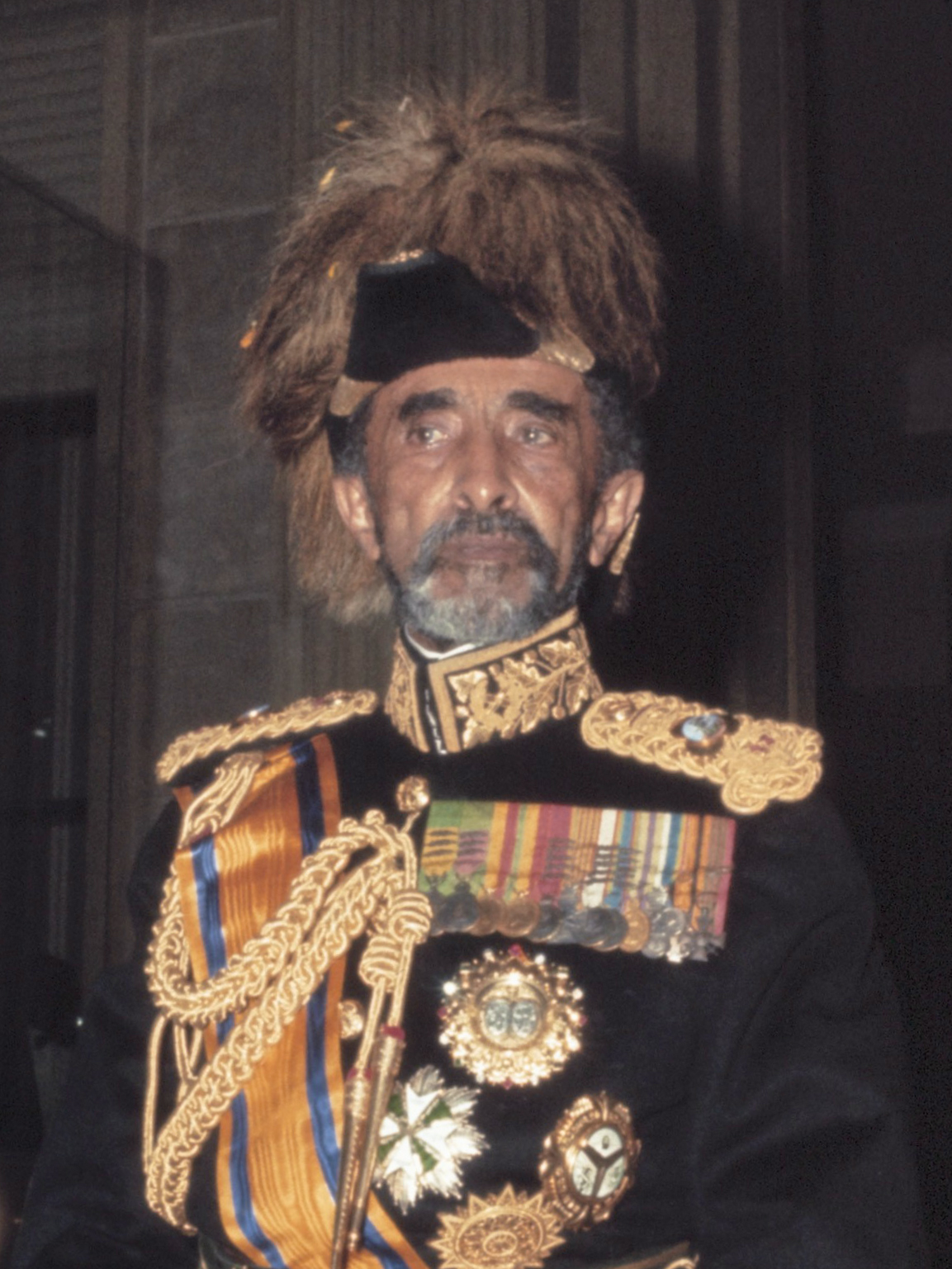
Hailé Selassié, imperatore d'Etiopia dal 1930 al 1974, in una foto degli anni 1960

Nell'agosto del 1963 le forze etiopi si riorganizzarono: la Terza divisione dell'Esercito imperiale lanciò un'offensiva attraverso l'Ogaden avanzando con relativa facilità, aiutata da una campagna di attacchi aerei della durata di otto settimane contro obiettivi somali su entrambi i lati del confine e dall'inesperienza della guerriglia. Nonostante avesse ripreso il controllo di vaste porzioni della regione, la Terza divisione non fu tuttavia in grado di stroncare del tutto l'insurrezione. Gli osservatori internazionali riferirono che almeno 500 persone da entrambe le parti erano state uccise nei combattimenti.
L'imperatore etiope Hailé Selassié rispose all'insurrezione con misure brutali e repressive contro i somali dell'Ogaden. Il governo etiope iniziò a organizzare spedizioni punitive ai danni dei nomadi somali, consistenti nella distruzione totale o nella confisca del bestiame nelle comunità pastorali.. La più grave di queste rappresaglie fu quella contro la città di Degehabur, tradottasi in quello che divenne noto localmente come il "massacro di Kanone": Degehabur fu bombardata dall'artiglieria etiope da un'altura vicina, e una serie di omicidi vennero compiuti quando le truppe dell'esercito entrarono in seguito nell'insediamento. In un altro incidente degno di nota, a seguito dell'attività ribelle nella città di Shilabo l'Esercito etiope bloccò e bombardò l'insediamento per punire gli abitanti. La notizia di queste repressioni esacerbò le relazioni già deteriorate tra Somalia ed Etiopia, e scontri tra le rispettive forze armate iniziarono a scoppiare tra la fine del 1963 e l'inizio del 1964. Sebbene il governo e l'esercito somali di recente formazione fossero deboli, si sentirono pressati e obbligati a rispondere a ciò che i cittadini somali ampiamente percepivano come l'oppressione dei propri fratelli da parte dell'occupazione militare etiope. Verso la fine dell'autunno del 1963, piccole unità di soldati somali avrebbero iniziato a unirsi e ad operare con gli insorti somali dell'Ogaden, sebbene secondo alcuni autori non ci siano prove certe di ciò.
Nel novembre del 1963, il governo somalo firmò un accordo con l'Unione Sovietica per iniziare a lavorare alla creazione di forze armate con un organico di 20000 uomini, quadruplicando di fatto le dimensioni dell'Esercito nazionale somalo dell'epoca e allarmando notevolmente il governo etiope.

## Forze in campo

### Somalia
Composto da sette battaglioni, l'Esercito nazionale somalo era poveramente equipaggiato e metteva in campo solo 4000 uomini all'inizio della guerra. Il parco veicoli corazzati dell'esercito era ridotto a cinque carri armati Comet e diverse autoblindo di origine britannica.
Nel 1964 l'Aeronautica militare somala possedeva solo limitate capacità di combattimento, visto che la sua linea di volo si riduceva ad alcuni aerei da carico Douglas C-47 Dakota/Skytrain, usati per il trasporto truppe e per missioni di ricognizione, e alcuni aerei d'addestramento de Havilland DH.100 Vampire, impiegati in missioni di combattimento aereo.

### Etiopia
All'inizio del 1964, l'Esercito imperiale etiopico metteva in campo una forza approssimativa di 29000 o 30000 uomini; il parco veicoli corazzati comprendeva diversi carri armati leggeri M24 Chaffee e veicoli trasporto truppe M75 di origine statunitense.
Allo scoppio della guerra, l'Aviazione militare etiope era l'unica aeronautica dell'Africa subsahariana a possedere e operare i caccia statunitensi North American F-86 Sabre, intensamente impiegati anche in missioni di attacco al suolo e supporto aereo ravvicinato alle truppe; aerei d'addestramento Lockheed T-33 Shooting Star erano poi impiegati in missioni di dimostrazione di forza e di ricognizione aerea.

### Aiuti stranieri
Gli Stati Uniti abbandonarono la loro precedente posizione di neutralità nella disputa tra Etiopia e Somalia subito dopo che, a febbraio 1964, i combattimenti nell'Ogaden esplosero in una guerra di confine su vasta scala, e si schierarono con l'Etiopia. L'amministrazione Johnson aveva inizialmente tentato di essere imparziale ma, mentre i combattimenti andavano degenerando, a metà febbraio 1964 aerei da trasporto dell'Aeronautica militare statunitense in partenza dalla Germania occidentale consegnarono carichi di armi e munizioni destinati l'Esercito etiope. L'assistenza militare statunitense all'Etiopia durante il conflitto incluse anche l'invio di squadre di addestramento al combattimento dell'Esercito statunitense e la costruzione di una base aerea vicino al confine somalo. Tuttavia, dopo che gli etiopi ebbero inflitto gravi danni alle forze somale, Washington minacciò di tagliare tutti gli aiuti militari ad Addis Abeba per scoraggiare quei generali etiopi che volevano "dare una lezione ai somali" e tentare di spingersi fino alla capitale Mogadiscio. La portata del sostegno statunitense all'Etiopia fu talmente significativa che l'ambasciata statunitense a Mogadiscio, in un cablogramma, mise in guardia Washington circa il fatto che, se fosse stata scoperta la pienezza del coinvolgimento degli Stati Uniti nel conflitto, ci sarebbero state gravi ricadute nei rapporti con la Somalia.
Il Ministero della difesa somalo sostenne che truppe e aerei britannici combatterono al fianco dell'Etiopia, e che sette camion carichi di soldati britannici arrivarono dal Kenya a Dolo; il governo etiope negò di aver ricevuto aiuti dal Regno Unito o da altri.
Su ordine del presidente Gamal Abd el-Nasser, l'Egitto consegnò per via aerea carichi di munizioni e fucili da fanteria alla Somalia, dopo aver ricevuto notizie sulla terribile situazione delle attrezzature dell'Esercito nazionale somalo. In particolare, gli egiziani consegnarono vari quantitativi di fucili semiautomatici Hakim (noti in somalo come Xakiim), una fornitura fondamentale dato che l'Esercito somalo aveva solo circa 2500 fucili da fanteria all'inizio della guerra. Tuttavia, Il Cairo fu esitante nell'estendere ulteriormente il supporto militare alla Somalia oltre quanto ritenuto strettamente necessario; questa riluttanza era dovuta alla percezione del conflitto come un drenaggio di significative risorse militari dell'Egitto, impegnato contemporaneamente nella guerra civile dello Yemen del Nord.
Le autorità etiopi affermarono che la Somalia ricevette aiuti militari esterni durante la guerra, anche se non specificarono da chi limitandosi solo a sostenere che provenivano da Stati non africani.

## La guerra

### Avvisaglie
A partire all'incirca dal 14 gennaio 1964, le tensioni al confine somalo-etiope iniziarono a crescere rapidamente. Sia l'Etiopia che la Somalia sostennero che l'altra parte aveva lanciato per prima intrusioni nei rispettivi territori: gli etiopi affermarono che banditi armati provenienti dalla Somalia avevano assaltato un convoglio e una stazione di polizia uccidendo numerosi agenti etiopi, mentre i somali accusarono gli etiopi di aver violato lo spazio aereo somalo e di aver lanciato attacchi aerei sul suolo della Somalia.
Il 15 gennaio 1964, tre aerei etiopi bombardarono diversi posti di polizia di frontiera somali nella regione dell'alto corso del Giuba. Secondo il governo somalo, l'Aeronautica militare etiope lanciò un attacco aereo della durata di sei ore sui posti di frontiera, distruggendoli completamente; ciò spinse il ministro degli esteri somalo Abdullah Issa a inoltrare proteste diplomatiche all'ambasciatore etiope, Ato Ahadu Sabure, avvertendo che il governo di Mogadiscio avrebbe ritenuto l'Etiopia responsabile di qualsiasi conseguenza derivante dall'«aggressione armata e violazione del territorio nazionale» somalo. Il governo etiope si rifiutò di riconoscere pubblicamente la sua responsabilità nell'attacco aereo al territorio somalo ma, secondo il corrispondente estero Richard Boyce, fonti vicine alla cerchia ristretta di Hailé Selassié confidarono privatamente che il bombardamento era stato ordinato come risposta agli attacchi della guerriglia contro le forze etiopi nell'Ogaden all'inizio della settimana.
Il 17 gennaio il Ministero dell'informazione di Addis Abeba annunciò che le forze di sicurezza etiopi avevano ucciso 26 banditi somali in una scaramuccia di confine, sequestrando anche un veicolo di rifornimento militare somalo.

### Prime incursioni

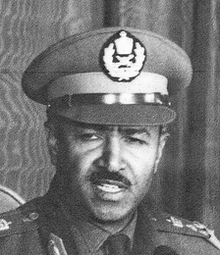
Il generale Aman Andom, comandante della Terza divisione dell'Esercito imperiale etiope protagonista delle operazioni belliche nell'Ogaden

I resoconti sono in disaccordo su chi abbia lanciato la prima seria incursione transfrontaliera, ma tra la metà e la fine di gennaio del 1964 unità dell'esercito somalo o etiope attraversarono il confine nella zona settentrionale della regione dell'Haud L'assenza di osservatori terzi e imparziali rese impossibile stabilire con certezza chi avesse dato inizio al conflitto; ben presto, comunque, entrambe le parti iniziarono a compiere incursioni militari nei territori dell'altra.
Numerosi resoconti indipendenti affermarono che la Terza divisione di fanteria dell'Esercito imperiale etiope, sotto il comando del generale Aman Andom, lanciò il primo grande assalto che scatenò la guerra come risposta punitiva al sostegno del governo somalo all'insurrezione dell'Ogaden. Lo scrittore britannico Noel Lytton notò che numerosi corrispondenti esteri degli Stati Uniti, del Regno Unito, della Francia, della Germania e dell'Egitto che visitarono l'area degli scontri dal lato somalo della frontiera erano convinti che fosse stata l'Etiopia ad attaccare per prima la Somalia; Lytton fece anche notare che l'opinione della maggior parte degli osservatori diplomatici a Mogadiscio era che l'assalto fosse stato avviato dall'Etiopia con l'obiettivo di fare pressione sul governo somalo e fermare l'insurrezione nella regione dell'Ogaden. Secondo il professor Harold G. Marcus, «la Terza divisione equipaggiata dagli statunitensi entrò in Ogaden a pieno organico e a metà gennaio 1964 attaccò i posti di confine somali e le città adiacenti per avvertire Mogadiscio di cessare di supportare i ribelli. Tuttavia, il governo somalo dichiarò l'emergenza e spostò il suo esercito alla frontiera».
Secondo altri resoconti indipendenti, le truppe regolari somale intervennero a sostegno degli insorti dell'Ogaden nel gennaio 1964. Il governo imperiale sostenne che 2000 soldati somali avevano invaso il territorio etiope con il supporto dell'artiglieria, facendo pressione su dieci avamposti etiopi lungo la frontiera settentrionale dell'Ogaden. Secondo il professor Jules Davids, le prove indicavano che il conflitto non era stato avviato dal governo somalo ma dagli insorti dell’Ogaden, con il risultato che il governo somalo si era trovato completamente impreparato ad affrontare uno scontro militare.
Il 4 febbraio, l'imperatore Hailé Selassié presiedette una riunione di emergenza del suo gabinetto, seguita da una seconda il 6 febbraio dopo segnalazioni di un'incursione su larga scala da parte di forze somale. Fu riferito dalla radio di Addis Abeba che 30 somali erano stati uccisi sui 300 uomini che avevano tentato di attraversare il confine nella provincia di Giggiga.
Secondo il primo ministro somalo Abdirizak Haji Hussein, i funzionari governativi di tutto il paese vennero richiamati a Mogadiscio all'inizio di febbraio dopo segnalazioni di un'incursione su larga scala da parte dell'Esercito etiope lungo la frontiera settentrionale della Somalia; secondo il governo somalo, l'obiettivo dell'Impero etiope era quello di tagliare fuori l'ex Somalia britannica dal sud e indurre la regione a dichiarare l'indipendenza dalla Repubblica somala. Commentando lo stato dell'Esercito nazionale somalo all'inizio della guerra, Hussein scrisse: «Il nostro frammentato esercito di non più di 5000 uomini non avrebbe potuto essere meno preparato ed equipaggiato di quanto non fosse allora. Le forniture sovietiche non ci avevano ancora raggiunto e le uniche armi che avevamo per le nostre forze erano alcune mitragliatrici e artiglierie della seconda guerra mondiale».

### La battaglia di Tog Wajaale

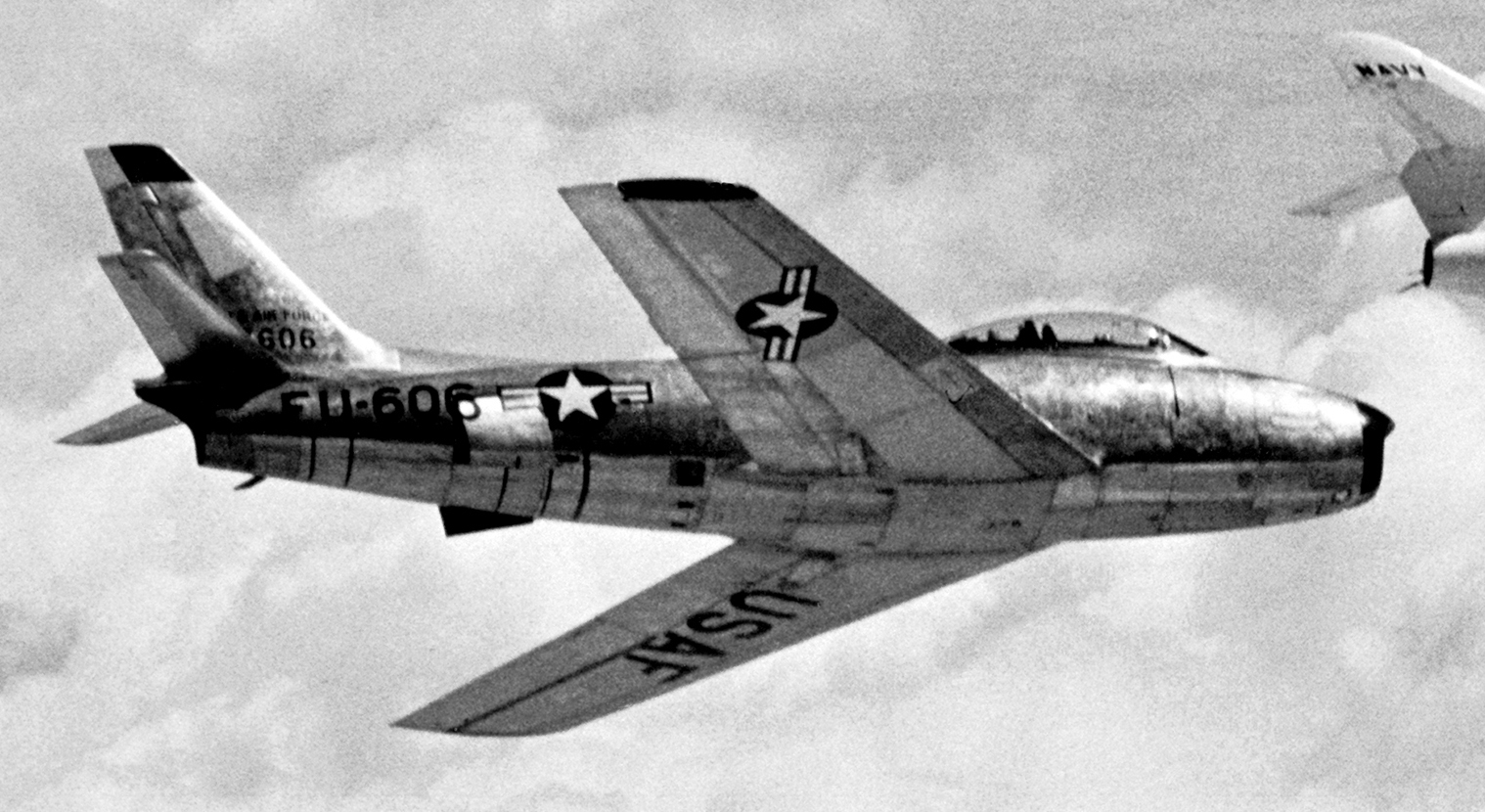
Un caccia statunitense F-86 Sabre in volo negli anni 1950; il velivolo fu intensamente impiegato dagli etiopi come aereo d'attacco al suolo durante la guerra

Il 7 febbraio 1964 i primi seri combattimenti presero vita quando i due eserciti si scontrarono nella zona compresa tra le città di Hargeisa e Giggiga, lungo la frontiera settentrionale tra Somalia ed Etiopia. L'8 febbraio, dopo una pausa nei combattimenti durante la quale gli etiopi rafforzarono le loro posizioni con il favore della notte, i combattimenti divamparono di nuovo intorno al villaggio di frontiera somalo di Tog Wajaale: i somali riferirono che gli aerei etiopi avevano mitragliato il villaggio, e in una conferenza stampa affermarono anche che le truppe etiopi erano entrate in Somalia e si erano scontrate con l'Esercito somalo, ma che i combattimenti non si erano estesi oltre l'area intorno a Tog Wajaale.
Sia il governo somalo che quello etiope proclamarono lo stato di emergenza in seguito agli scontri. Il governo etiope accusò la Somalia di perpetrare «programmi espansionistici», mentre il Ministero degli esteri somalo accusò l'Etiopia di «aggressione armata contro la Repubblica somala». Il 9 febbraio il Segretario generale delle Nazioni Unite, U Thant, inviò un appello urgente ad entrambi i governi affinché cessassero immediatamente le ostilità.
Dopo due giorni di combattimenti, la scaramuccia di confine a Tog Wajaale iniziò ad assumere proporzioni serie. Intorno al 10 febbraio gli etiopi inviarono una compagnia aviotrasportata, un battaglione di fanteria, una batteria di artiglieria e un plotone meccanizzato con carri armati M24 Chaffee a Tog Wajale, mentre i somali da parte loro inviarono artiglieria pesante e carri armati. Equipaggiata principalmente con caccia F-86 Sabre, l'Aeronautica militare etiope aveva la supremazia aerea completa sulla sua controparte somala, dotata in quel momento solo di pochi aerei da combattimento; l'Aeronautica militare somala inviò comunque numerosi jet da addestramento De Havilland Vampire, che aveva precedentemente ricevuto dall'Iraq, per effettuare pattugliamenti aerei di combattimento, e gli aerei da trasporto C-47 somali trasferirono due compagnie di fanteria a Tog Wajaale. Durante la battaglia i caccia F-86 etiopi effettuarono pesanti bombardamenti e ripetuti mitragliamenti su posizioni nemiche intorno alla città; secondo alcuni resoconti, i somali da parte loro distrussero otto carri armati etiopi nei primi due giorni di combattimento. Le due parti si impegnarono in una guerra di trincea a meno di 90 metri di distanza; durante i combattimenti i mortai somali segnarono un colpo diretto su un deposito di munizioni, distruggendo un intero accampamento militare etiope. Negli scontri iniziali, gli etiopi dichiararono di aver ucciso 400 soldati somali e di averne feriti 700, mentre i resoconti delle perdite etiopi affermavano che 350 soldati erano rimasti uccisi, metà dei quali nell'esplosione del deposito di munizioni. In generale, durante la battaglia per la città si sarebbero verificate pesanti perdite da entrambe le parti, in gran parte a causa del massiccio uso di artiglieria e carri armati.
Durante i combattimenti, il presidente somalo Aden Abdullah Osman affermò in una conferenza stampa che le forze etiopi si stavano radunando lungo l'intero confine tra Somalia ed Etiopia, lungo 900 chilometri; contemporaneamente, il generale Andom chiese all'imperatore Hailé Selassié di avere a disposizione anche solo 24 ore di tempo per tentare di marciare sulla capitale somala Mogadiscio, ma la sua richiesta fu respinta.
L'11 febbraio il Segretario generale del PCUS Nikita Sergeevič Chruščëv fece appello sia al governo somalo che a quello etiope affinché risolvessero la disputa pacificamente, spingendo il governo somalo a ordinare un cessate il fuoco immediato con gli etiopi a Tog Wajaale. L'Unione Sovietica inviò poi il diplomatico di alto rango Jakov Aleksandrovič Malik a mediare tra i governi etiope e somalo al fine di fermare la guerra.

### Gli scontri nel sud e i tentativi di tregua

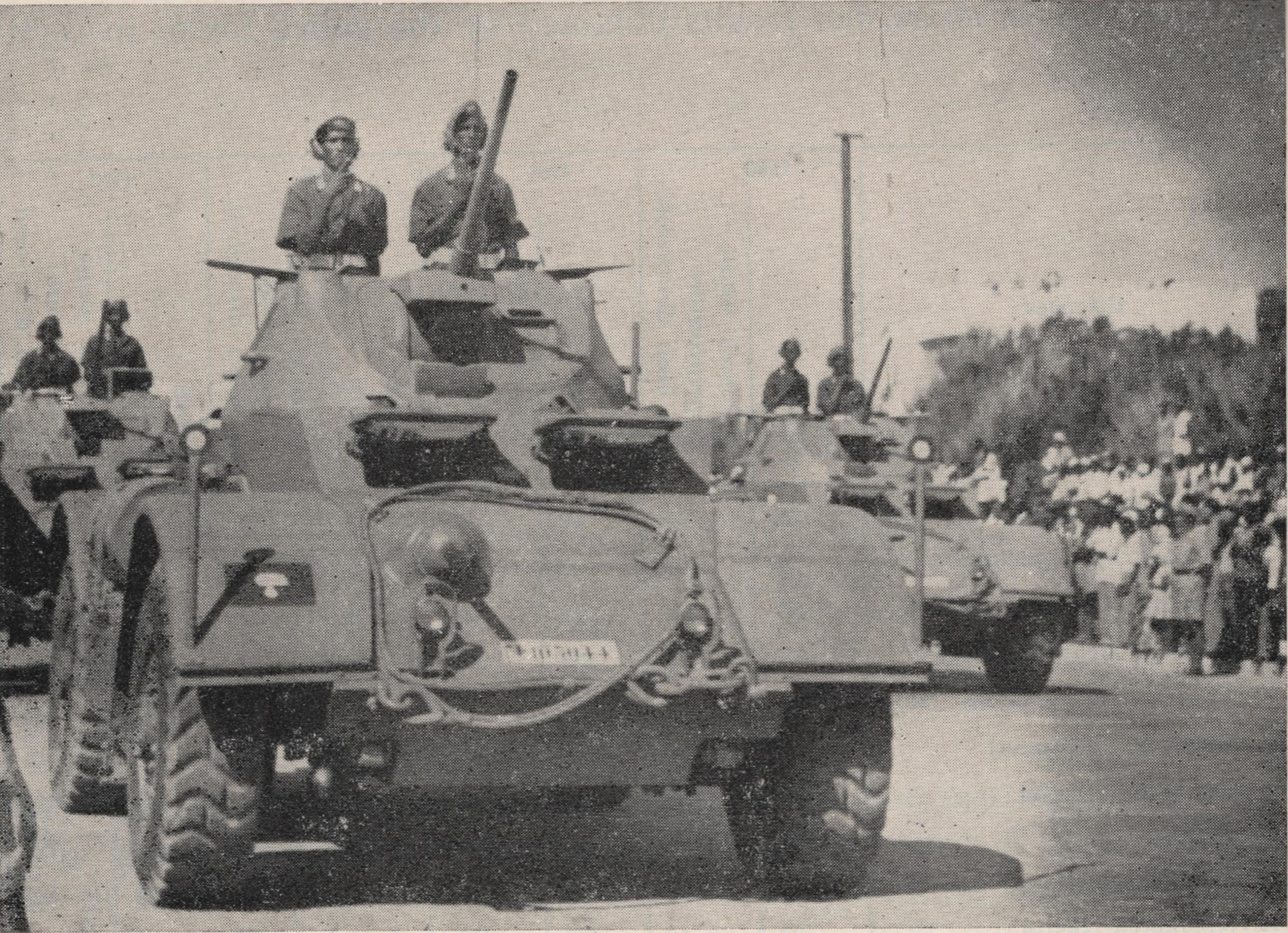
Autoblindo T17 Staghound delle forze armate somale sfilano in parata nei primi anni 1960

Nonostante il cessate il fuoco a Tog Wajaale stabilito il giorno prima, il 12 febbraio 1964 i combattimenti continuarono e iniziarono a estendersi più a sud lungo il confine; la maggior parte degli scontri si svolse sul lato somalo del confine.
L'Aeronautica militare etiope iniziò ad attaccare le città di Feerfeer e Gallacaio lungo la frontiera sud-occidentale. Il Ministero dell'informazione somalo affermò che le città di Buhoodle, Baledk, Haranka e Hididin erano state tutte mitragliate da aerei etiopi e che Feerfeer era stata bombardata per due ore, azioni seguite da due attacchi senza successo da parte delle truppe etiopi. Le forze etiopi affermarono di aver annientato quella notte nove camion dell'esercito somalo carichi di truppe.
Il 13 febbraio gli Stati Uniti esortarono pubblicamente la Somalia e l'Etiopia a cessare i combattimenti. Dopo un vertice di emergenza di tre giorni, il 14 febbraio l'Organizzazione dell'unità africana (OUA) chiese un cessate il fuoco immediato tra Etiopia e Somalia; l'OUA chiese anche sia all'Etiopia che alla Somalia di interrompere le campagne di propaganda «provocatorie e offensive» lanciate l'una contro l'altra. Sia i delegati etiopi che quelli somali presso l'OUA promisero immediatamente che avrebbero rispettato la decisione; in Etiopia, tuttavia, vari "raduni di guerra" incoraggiati dai propagandisti del governo si tennero in città e villaggi in tutto il paese, esponendo striscioni che dichiaravano "Marceremo verso Mogadiscio", mentre in Somalia trasmissioni radiofoniche condannavano l'imperialismo etiope.
Il 15 febbraio, il governo somalo accusò l'Etiopia di aver attaccato posti di frontiera e bombardato villaggi nonostante il cessate il fuoco che doveva iniziare a mezzogiorno, e affermò che 117 civili erano stati uccisi in attacchi aerei su 12 diversi villaggi; gli etiopi accusarono di rimando i somali di aver effettuato incursioni sostenute dall'artiglieria in Etiopia poco prima della scadenza di mezzogiorno. Il 17 febbraio il cessate il fuoco sembrò reggere, e il primo ministro somalo Abdirashid Ali Shermarke riferì in una conferenza stampa che la frontiera con l'Etiopia era stata tranquilla per tutto il giorno; poco dopo, tuttavia, la tregua si ruppe e i combattimenti continuarono.
Verso la fine di febbraio, i presidenti Kwame Nkrumah del Ghana e Julius Nyerere della Tanzania suggerirono l'istituzione di una forza di mantenimento della pace per pattugliare la regione contesa; il presidente somalo Aden Abdullah Osman concordò pubblicamente con la proposta il 22 febbraio. Un altro cessate il fuoco promosso dall'OUA fu proclamato all'inizio di marzo, ma crollò anch'esso dopo due giorni. Il 6 marzo si verificarono pesanti combattimenti lungo confine.

### Ultimi scontri

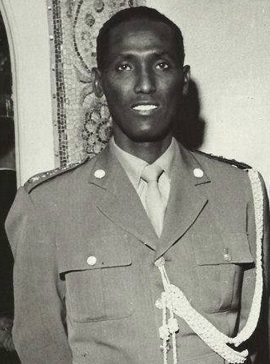
Il generale Daud Abdulle Hirsi, comandante dell'Esercito nazionale somalo durante la guerra

A metà marzo 1964, la Somalia e l'Etiopia riaprirono i negoziati di pace a Khartoum in Sudan su richiesta di numerosi capi di stato africani. Mentre erano in corso i negoziati a Khartoum, il 26 marzo 1964 ripresero violenti combattimenti attorno a quattro posti di confine somali nel nord-ovest: Daba Goriale, Durukhsi, Inia Guha e Abdulkadir. I somali accusarono gli etiopi di aver sottoposto gli avamposti ad attacchi aerei e bombardamenti di artiglieria, mentre gli etiopi replicarono che le truppe somale avevano lanciato un attacco uccidendo diversi loro soldati.
Il giorno dopo, il governo somalo denunciò ulteriormente che le truppe etiopi si erano impegnate in combattimenti contro civili e soldati nel villaggio di confine di Habas, e avvertì che i nuovi combattimenti avrebbero messo a repentaglio i colloqui di Khartoum. Il Ministero della difesa etiope riferì che l'esercito somalo, supportato da carri armati e artiglieria, era stato respinto e che otto etiopi e ventisei somali erano stati uccisi, con un carro armato somalo distrutto e un altro catturato; il governo somalo, da parte sua, affermò che numerosi veicoli blindati etiopi e un campo militare erano stati distrutti. Durante i combattimenti, gli insorti dell'Ogaden aiutarono l'esercito somalo tagliando le linee di rifornimento e assaltando le unità militari etiopi nelle retrovie del fronte.
Il 30 marzo 1964 quattro aerei etiopi bombardarono Hargeisa, la seconda città più grande della Somalia, per tre volte, e Radio Mogadiscio affermò che l'equipaggiamento catturato durante i combattimenti includeva due camion dati all'Etiopia nell'ambito di un programma di aiuti statunitense. Il portavoce del Ministero dell'informazione etiope annunciò alla radio di Addis Abeba che il governo «negava categoricamente» il bombardamento di Haregisa e descrisse le affermazioni somale come false e infondate.
La Somalia e l'Etiopia concordarono infine un cessate il fuoco definitivo quello stesso 30 marzo 1964, e i combattimenti cessarono completamente alcuni giorni dopo; il presidente sudanese Ibrahim Abboud fu accreditato come mediatore decisivo nel portare a termine il cessate il fuoco. Gli scontri finali durante l'ultima settimana del conflitto si concentrarono sulla città di Dolow, dove si incontrano i confini di Etiopia, Somalia e Kenya. Le ostilità terminarono completamente il 2 aprile 1964.
L'8 aprile l'Etiopia annunciò di aver ritirato tutte le sue truppe dalla zona di confine disputata con la Somalia, e una delegazione incontrò i funzionari somali per avviare un'operazione di mantenimento della pace nella regione. Il 18 aprile una commissione congiunta etiope-somala supervisionò il completamento del ritiro delle truppe dalla zona di confine meridionale e si mosse per fare lo stesso nel nord. Nei mesi successivi, le relazioni tra Somalia ed Etiopi si stabilizzarono e le due parti firmarono un accordo a Khartoum accettando di ritirare le loro truppe dal confine, cessare la propaganda ostile e avviare negoziati di pace; fu demarcata una zona smilitarizzata profonda tra sei e dieci chilometri su entrambi i lati del confine.

## Conseguenze

### Conseguenze in Somalia
Nonostante la percezione tanto in Somalia quanto Etiopia che la guerra del 1964 si fosse conclusa con una rispettiva vittoria, numerosi analisti e osservatori militari indipendenti ritennero che il risultato della guerra fu inconcludente e non ci fu un vincitore preciso: fondamentalmente, le forze armate di entrambe le nazioni avevano lanciato delle intrusioni nel territorio dell'altra in un qualche momento del conflitto, solo per finire respinte oltre il confine.
In Somalia il conflitto è considerato un trionfo, poiché la guerra è vista come una vittoriosa difesa della frontiera somala da parte di un esercito scarsamente equipaggiato e inesperto contrapposto a un aggressore numericamente superiore. L'Esercito nazionale somalo godette di un alto grado di popolarità in patria dopo la guerra, e la data della fine definitiva del conflitto, il 2 aprile, sarebbe stata scelta subito dopo come giornata nazionale dedicata all'esercito. La guerra avrebbe aumentato negli anni successivi l'enfasi del governo somalo sulla sicurezza nazionale e sulle questioni militari. Secondo il primo ministro somalo Abdirizak Haji Hussein, nonostante il successo dell'Esercito nazionale somalo sulla linea del fronte il calo delle riserve di rifornimenti e attrezzature militari era diventato un problema urgente alla fine di marzo 1964; la situazione logistica era così grave da minacciare la capacità di combattimento delle forze somale, spingendo molti all'interno del governo di Mogadiscio a preoccuparsi che un potenziale conflitto prolungato avrebbe rischiato di concludersi in un disastro militare.
Nonostante la percezione positiva dell'esito della guerra, secondo il primo ministro Hussein il conflitto ebbe anche gravi conseguenze per la Repubblica somala. A causa della guerra ebbe inizio una crisi dei rifugiati dall'Ogaden, che si unì allo sfollamento interno delle popolazioni somale nelle ex zone di conflitto lungo la frontiera; si erano inoltre verificate significative perdite militari per i somali durante le fasi del conflitto, in gran parte a causa della supremazia aerea etiope. Le mine terrestri piazzate durante la guerra provocarono una significativa contaminazione da ordigni inesplosi degli ex campi di battaglia.

### Conseguenze in Etiopia
Anche in Etiopia il conflitto è considerato un trionfo, poiché la guerra è vista come una vittoria contro un'aggressione espansionistica da parte del governo somalo che venne respinta con successo. Sebbene a loro avviso vittoriosi, l'imperatore Hailé Selassié e l'alto comando militare etiope rimasero come turbati dalle prestazioni scadenti dell'Esercito imperiale contro gli insorti scarsamente equipaggiati dell'Ogaden e l'Esercito nazionale somalo. Secondo il professor Harold G. Marcus, «inizialmente, i somali fecero bene contro gli etiopi, ma i vantaggi nei numeri e soprattutto nella potenza aerea vinsero la giornata per Addis Abbeba [...] L'alto comando imperiale fu comunque immerso nel dispiacere, prima dai successi delle guerriglie e, in secondo luogo, dalle scarse prestazioni dell'esercito». Come risposta diretta alle scarse prestazioni dell'esercito durante la fase iniziale della guerra, il ministro della difesa generale Mengesha Seyoum richiese immediatamente equipaggiamento militare di emergenza al governo degli Stati Uniti; nel tentativo di evitare una corsa agli armamenti nel Corno d'Africa, gli Stati Uniti furono lenti a rispondere alle richieste di aiuti militari dell'Etiopia, finché il generale Seyoum non minacciò di chiedere aiuto all'Unione Sovietica. Dopo la guerra, comunque, gli Stati Uniti avrebbero iniziato ad aumentare gli aiuti militari all'Etiopia.
Fu riferito che le prestazioni in combattimento durante le operazioni di controinsurrezione nell'Ogaden e la successiva guerra di confine con la Somalia minacciarono il regno dell'imperatore Hailé Selassié di un possibile colpo di stato militare. Come risultato della guerra, furono apportate modernizzazioni e urgenti riorganizzazioni all'Esercito etiope, incluso il congedo di oltre 2000 militari per lo più troppo anziani per il servizio. Durante il conflitto, il Dipartimento di Stato degli Stati Uniti fu ripetutamente e urgentemente avvertito dall'ambasciata statunitense ad Addis Abeba delle gravi implicazioni che la crisi dell'Ogaden aveva per il trono di Hailé Selassié; la gestione del conflitto da parte dell'imperatore, insieme alle significative spese finanziarie causate dalla guerra, contribuirono al malcontento all'interno dell'Esercito che avrebbe poi portato al rovesciamento di Hailé Selassié nel 1974.

### Conseguenze nell'Ogaden
Durante i negoziati di Khartoum fu ampiamente riconosciuto che qualsiasi accordo di pace tra Somalia ed Etiopia non avrebbe fermato l'insurrezione dell'Ogaden, e numerosi osservatori internazionali professarono la convinzione che non si sarebbe potuto fare alcun progresso genuino e duraturo se non si fosse attribuito un certo grado di riconoscimento politico al movimento di liberazione dell'Ogaden, che molti consideravano un autentico movimento indipendentista. Queste preoccupazioni furono confermate dopo la firma dell'accordo di pace tra Somalia ed Etiopia, quando il leader dell'insurrezione dell'Ogaden Muktal Dahir dichiarò che avrebbe ignorato la tregua.
Dopo la guerra, l'Esercito etiope riprese ad adottare misure punitive contro i somali dell'Ogaden. Nel maggio e nel luglio del 1964, oltre 22000 capi di bestiame furono uccisi o confiscati dalle truppe etiopi devastando così la fonte di reddito più preziosa dei nomadi somali, con il fine di innescare una vera e propria guerra economica contro lo stile di vita nomade. Il governo etiope introdusse anche una nuova politica di registrazione dei terreni per incoraggiare gli agricoltori Amhara a reinsediarsi nei preziosi pascoli dentro e intorno all'Ogaden, utilizzati dalle mandrie dei nomadi somali: in base alle nuove leggi, i nomadi non avevano alcun diritto riconosciuto su questi territori e di conseguenza vennero scacciati dai militari. I pozzi frequentati dai nomadi somali vennero avvelenati e ne vennero creati di nuovi per la migrazione in arrivo degli agricoltori Amhara. Per quasi un anno dopo la guerra, la maggior parte delle principali città somale nell'Ogaden fu sottoposta a un'amministrazione militare e al coprifuoco.

### Conseguenze internazionali
La guerra di confine tra Somalia ed Etiopia portò l'Organizzazione dell'unità africana ad approvare la dichiarazione del Cairo nel luglio 1964, che invitava tutti gli Stati membri a rispettare i confini dell'epoca coloniale all'epoca esistenti. La maggior parte dei membri dell'OUA era ostile dall'idea dell'irredentismo somalo e temeva che, se il progetto di costituzione della "Grande Somalia" avesse avuto successo, l'esempio avrebbe potuto ispirare le loro stesse minoranze etniche, divise dai confini coloniali, ad attivarsi per la secessione. La Somalia espresse dissenso per il riconoscimento dell'OUA dei confini attuali e continuò a sostenere la necessità di un referendum per l'unificazione dell'Ogaden alla Somalia; il governo somalo dichiarò inaccettabile la risoluzione di luglio anche perché quest'ultima era in conflitto con la risoluzione delle Nazioni Unite numero 1514 , che dichiarava l'autodeterminazione dei popoli come un principio universale e non semplicemente un concetto applicabile ai regimi coloniali ancora esistenti.
L'Etiopia e il Kenya conclusero un patto di difesa reciproca nel 1964, in risposta a quella che entrambi i paesi percepivano come una minaccia continua proveniente dalla Somalia. Dopo la guerra, la politica statunitense per il Corno d'Africa divenne meno imparziale e più apertamente filo-etiope.